# Neoscona bucheti
Neoscona bucheti är en spindelart som först beskrevs av Roger de Lessert 1930.  Neoscona bucheti ingår i släktet Neoscona och familjen hjulspindlar.
Artens utbredningsområde är Kongo.

## Underarter
Arten delas in i följande underarter:
- N. b. avakubiensis
- N. b. flexuosa